# None More Black
None More Black — американський панк-рок гурт із Нью-Джерсі. Заснований у 2000 році.

## Історія
Гурт None More Black заснував вокаліст/гітарист Джейсон Шевчук (Jason Shevchuk) після того, як розпався його попередній гурт, Kid Dynamite, з Філадельфії. Шевчук пішов з гурту Kid Dynamite, щоб закінчити кіношколу і «дещо розібратися». 
Навчаючись у кіношколі, Шевчук написав кілька пісень і грав їх зі своїм сусідом по кімнаті Деном Гроссом (Dan Gross), у якого була драм-машина. До 2000 року у них з'явився другий гітарист і справжній барабанщик. Цей склад незабаром розпався, але до 2001 року Шевчук і Гросс залучили брата Шевчука, Джеффа Шевчука (Jeff Shevchuk) разом із новим барабанщиком. Після запису синглу 7" на лейблі Sub Division Records, цей склад також розпався, цього разу залишилися лише двоє Шевчуків. Надалі склад гурту None More Black ще кілька разів змінювався. У 2002 році до гурту приєднався бас-гітарист Пол Делейні (Paul Delaney) з гурту Kill Your Idols. В цьому ж році гурт зробив та розповсюдив демо-запис None More Black. 
У 2003 році гурт випустив свій перший повноформатний альбом, File Under Black, на незалежному лейблі Fat Wreck Chords, Сан-Франциско.
Назва гурту None More Black походить від рядка з псевдодокументального фільму This Is Spin̈al Tap. Кілька назв пісень гурту є посиланнями на жарти з телевізійного шоу Seinfeld. 
У січні 2007 року гурт оголосив про те, що зробить перерву, але час від часу виступатиме з концертами. 19 травня 2008 року гурт None More Black оголосив на своїй сторінці в MySpace, що гурт возз'єднається, для того, щоб 4 липня 2008 року дати безкоштовний концерт у фотогалереї Deep Sleep у Філадельфії, штат Пенсільванія. 
Джейсон Шевчук працював над проектом LaGrecia, який згодом розпався. 
Проект Коліна МакГіннісса (Colin McGinniss) та Пола Делейні, Ram & Ox, також припинив роботу. 
Зараз Джаред Шавельсон (Jared Shavelson) грає на барабанах у хардкор гурті Paint It Black. 
Пол Делейні також на даний момент є лідером блек-метал/треш гурту Black Anvil.
7 липня 2008 року гурт офіційно оголосив у своєму блозі Myspace, що вирішив возз'єднатися та записуватиме новий альбом.
За всі роки існування гурт None More Black випустив три повноформатних і два міні-альбоми. Їхній останній альбом під назвою «Icons» був випущений 26 жовтня 2010 року незалежним лейблом Fat Wreck Chords.

## Учасники гурту

### Поточні
- Джейсон Шевчук (Jason Shevchuk)
- Пол Делейні (Paul Delaney)
- Річард Мініно (Richard Minino)
- Колін МакГіннісс (Colin McGinniss)

### Колишні
- Нік Ротундо (Nick Rotundo) — барабани
- Майк МакЕвой (Mike McEvoy) — ударні
- Девід Вагеншуц (David Wagenschutz) — ударні
- Еммет Менке (Emmett Menke) — ударні
- Джаред Шавельсон (Jared Shavelson) — ударні
- Ден Гросс (Dan Gross) — бас

- Нік Ремонделлі (Nick Remondelli) — бас

## Дискографія

### Повноформатні альбоми
- File Under Black (Fat, 2003) — LP
- This Is Satire (Fat, 2006) — LP
- Icons (Fat, 2010)[3] — LP

### Демо
- None More Black (Demo) — 2002

### Сингли та Мініальбоми
- Seven Inch (Sub-Division, 2001) — 7"
- Loud About Loathing (Sabot, 2004) — EP

### Збірники
- In Honor: A Compilation To Beat Cancer (Vagrant, 2004) — "They Got Milkshakes"
- Rock Against Bush, Vol. 1 (Fat, 2004) — "Nothing To Do When You're Locked In A Vacancy"
- Prisoners Of War: A Benefit For Peter Young (The Saturday Team, 2007) — "Burning Up The Headphones"
- Wrecktrospective (Fat, 2009) — "Slytherin? My Ass!" (demo of "Under My Feet")
- Will Yip:Off The Board (2013) — That Thing That Separates Em

### Музичні відео
- "Dinner's for Suckers" (2003)
- "Under My Feet" (2006)